# 叢-MURAKUMO-
『叢-MURAKUMO-』（ムラクモ）は、フロム・ソフトウェアより2002年7月25日に発売されたXbox専用ゲームソフトであり、同社にとってはXbox参入作に当たる。2004年9月1日にはボーダフォン製携帯電話向けアプリとしても配信された。

## ストーリー
20XX年、理想実験型都市「オリヴァーポート」はエネルギー革命により隆盛を極めていた時代に、世界各地でルグナル社が開発した自立型サポート機能を搭載したメカ「A.R.K.」が暴走する原因不明の事件が多発していた。ここオリヴァーポートにおいても同様で、事態の収拾を図るためA.R.K.に対抗できるのはA.R.K.という判断から対A.R.K.暴走鎮圧特務チーム「叢-MURAKUMO-」が急遽、結成された。

## 登場メカ

### A.R.K.
LX-30 Geo Sweeper

#### クラウドブレイカー
型式番号LX-55。A.R.K.の犯罪対策用に開発された次世代の高機動A.R.K.基本となるフレームは全機共通であるが、ブースターの形状や武装は各パイロットの好みで変わる。全機とも亜音速での巡行も可能であり、短時間なら音速での突破も可能である。
クラウドブレイカー01
バランスに優れた汎用型の赤い機体。パイロットはジェラルド・ロスチャイルド。唯一光学兵器を装備しておらず武装はガトリングガン｢N213P HYPERION｣とマルチマイクロミサイルランチャー｢LAAM-22｣といった二種類の実弾兵器のみを搭載している。ブースターは｢SEPARETED LMPE｣を搭載している。
クラウドブレイカー02
回避に優れた高機動型の白い機体。パイロットはクリスティー・リンクレター。唯一実弾兵器を装備しておらず武装は光学プラズマスナイパーライフル｢T-1000SR｣と多方位ホーミングレーザー発射機｢T-200HD｣といった二種類の光学兵器のみを搭載している。ブースターは｢CONVERGENT LMPE｣を搭載している。
クラウドブレイカー03
火力に優れた重武装型の青い機体。パイロットはレビン・カーク。バズーカ｢M20A2F PROMETEUS｣と荷電粒子レーザーキャノン｢T-780E3｣を装備している。ブースターは｢ENHANCED LMPE｣を搭載している。
クラウドブレイカー04
スピードに優れた重装甲型の緑色の機体。パイロットはデイビッド・ナイブス。右手に速射実体弾ショットガン｢M63PS TITAN｣と両腕にエネルギーシールド｢U3RCR-SATELLITE｣を装備している。ブースターは｢HEAVY-MOUNTING LMPE｣を搭載している。
クラウドブレイカー05
白兵戦に優れた近接戦闘型の黄色い機体。パイロットはリサ・ワクラ。大型振動波実体ブレード｢U9E-CLAIR DE LUNE｣と単発小型スタンミサイル｢LAAM-S7｣を装備している。ブースターは｢REACTIVE LMPE｣を搭載している。

## 評価
ライターの田渕健康は本作について、フロム・ソフトウェアの得意ジャンルである「ハイスピードメカアクション」を通じてXboxというプラットフォームの乗りこなしを見せる絶好のプレゼン素材だと「Game Watch」に寄せた記事の中で評している。